# 崔損
崔 損（さい そん、生年不詳 - 803年）は、唐代の官僚・政治家。字は至無。本貫は深州安平県。

## 経歴
崔行功の玄孫にあたる。大暦末年、進士に及第し、博学宏詞科に登第した。秘書省校書郎に任じられ、咸陽県尉に転じた。母の兄弟の王翃が京兆尹となると、崔損は大理寺評事となり、兵部郎中に累進した。貞元11年（795年）、右諫議大夫となった。
貞元12年（796年）、右諫議大夫のまま同中書門下平章事（宰相）となり、紫金魚袋を賜った。貞元14年（798年）秋、平章事のまま門下侍郎に転じた。この年、昭陵の旧宮が野火のため焼けると、崔損はその再建を命じられて、八陵修奉使をつとめた。
徳宗の建中年間以後、宰相は長らく在任した者がおらず、数年で罪に落ちる者ばかりだったが、崔損は徳宗の意にかなって8年のあいだ大任をつとめた。貞元19年（803年）、死去した。太子太傅の位を追贈された。諡は靖といった。

## 伝記資料
- 『旧唐書』巻136 列伝第86
- 『新唐書』巻167 列伝第92